# Leif
Leif är ett mansnamn med nordiskt ursprung. Det var till en början en kortform av namn som innehöll fornnordiska leifr 'arvinge'. Det har använts som dopnamn i Sverige sedan mitten av 1800-talet.
Leif var ett av 1940-talets modenamn och förekommer därför inte så ofta som tilltalsnamn för yngre personer. Den 31 december 2014 fanns det totalt 66 646 personer i Sverige med namnet Leif varav 37 386 med det som tilltalsnamn. År 2003 fick 203 pojkar namnet, varav 1 fick det som tilltalsnamn.
Namnsdag: 30 juni, (1986–1992: 15 november), tillsammans med Elof. I den finlandssvenska namnsdagslängden har Leif namnsdag 30 juni sedan starten 1929, då en egen namnsdagskalender togs i bruk för finlandssvenskar.

## Personer med namnet Leif
- Leif Alpsjö, riksspelman
- Leif "Smoke Rings" Anderson, svensk programledare i radio
- Leif Andersson (ishockeyspelare)
- Leif Andrée, svensk skådespelare
- Leif Ove Andsnes, norsk pianist
- Leif Asp, svensk pianist
- Leif Axmyr, svensk brottsling
- Leif Blomberg, ("Blomman"), fackföreningsman, f.d. statsråd
- Leif Christersson, svensk friidrottare
- Leif Dannert, svensk historiker och skolman
- Leif Davidsen, dansk kriminalförfattare
- Leif Engqvist, fotbollsspelare
- Leif Eriksson, viking
- Leif Eriksson (fotbollsspelare) och bandyspelare.
- Leif Forsberg, sportjournalist
- Leif Freij, brottare
- Leif Furhammar, filmvetare
- Leif Henriksson "Blixten", ishockeyspelare.
- Leif Holmqvist "Honken", ishockeyspelare
- Leif Högström, svensk fäktare, OS-guld 1976
- Leif Johansson, koncernchef för Volvo
- Leif Johansson (tennisspelare)
- Leif Jacobsen (författare), svensk författare och översättare
- Leif Kronlund, orkesterledare
- Leif Andreas Larsen, norsk motståndsman
- Leif Leifland, svensk diplomat
- Leif Librand, friidrottare
- Leif Lundmark, spjutkastare
- Leif Mannerström, krögare
- Leif Olsson "Loket", programledare i TV
- Leif Pagrotsky, politiker (s), f.d. statsråd
- Leif Panduro, dansk författare
- Leif GW Persson, kriminolog, författare, professor
- Leif Pettersson, politiker (s)
- Leif Reinius, arkitekt
- Leif Rohlin, ishockeyspelare, OS-guld 1994
- Leif Salmén, finlandssvensk författare
- Leif Segerstam, finlandssvensk dirigent, tonsättare
- Leif Silbersky, advokat
- Leif Skiöld, fotbollsspelare
- Leif Strand (fotbollsspelare)
- Leif Strand (musiker)
- Leif Söderström, svensk operaregissör och librettist.
- Leif Wikström, svensk seglare, OS-guld 1956
- Leif Zern, svensk kulturjournalist